# Конвенционално оръжие
Конвенционалните оръжия са вид оръжия, които не използват химикали, биологични агенти или ядрени реакции за унищожаване на целта или нанасяне на поражения по даден обект. В най-масовия случай това са всички оръжия, чиято унищожителна сила се базира на някакъв експлозив (снаряди, бомби) или изстрелване на различни видове амуниции (пистолет, картечница и т.н.). Лазерните оръжия, огнехвъргачките и запалителните бомби също се характеризират като „конвенционални“.

## Предимства и недостатъци

#### Предимства
- Конвенционалните оръжия се произвеждат лесно и са сравнително безопасни за съхранение.
- Конвенционалните оръжия са много разнообразни по характер, и могат да се употребяват както срещу една-единствена цел, така и срещу големи военни формирования или струпвания на цивилно население.
- Конвенционалните оръжия не замърсяват околната среда за дълго време, както оръжията за масово поразяване.

#### Недостатъци
- Основният недостатък на този тип оръжие е, че трудно може да осигури на една страна стратегическо превъзходство, както ядрените оръжия например.